# Deviat
Deviat est une commune du Sud-Ouest de la France, située dans le département de la Charente (région Nouvelle-Aquitaine).

## Géographie

### Localisation et accès
Deviat est une commune du Sud-Charente située à 7 km au sud de Blanzac.
Deviat est aussi situé à 10 km de Montmoreau, 11 km de Brossac, 14 km de Barbezieux, 16 km de Chalais, 21 km d'Aubeterre-sur-Dronne et 28 km d'Angoulême.
La route départementale 7 traverse le bourg, qui va de Brossac à Roullet-Saint-Estèphe et Hiersac par Blanzac et va en direction d'Angoulême. La D 24, route de Montmoreau à Barbezieux, limite la commune au sud. La D 21 va en direction d'Aubeterre. La D 74 et la D 128, routes de moindre importance, traversent aussi le bourg d'est en ouest.
La gare la plus proche est celle de Montmoreau, desservie par des TER à destination d'Angoulême et de Bordeaux.

### Hameaux et lieux-dits
La commune comporte quelques fermes et hameaux, comme les Morlières au nord, le Champ de Foire au sud du bourg, chez Papillaud à l'ouest, ou Villeneuve au sud le long de la D 21. Le château de la Faye est situé à l'est du bourg.

### Communes limitrophes
|        | Coteaux-du-Blanzacais |               |
| Bessac | Deviat                | Nonac         |
|        | Poullignac            | Saint-Martial |

### Géologie et relief
Géologiquement, la commune est située dans les coteaux calcaires du Bassin aquitain datant du Crétacé supérieur, comme toute la moitié sud du département de la Charente.
On trouve le Campanien, calcaire crayeux, sur toute la moitié nord de la commune. La moitié sud est recouverte de dépôts du Tertiaire (Lutétien) composés de galets, sables et argiles, propices aux bois de châtaigniers, altérés lors des glaciations du Quaternaire,,.
Le relief de la commune est assez vallonné. Il consiste en un plateau et des collines assez hautes, surtout localisées dans le sud, entourées par des vallées qui confluent au nord. Le point le plus bas (74 m) est situé au nord-est, près de l'Arce. Le point le plus haut (167 m) est situé au sud de la commune, à Villeneuve, sur la D 21, en limite avec la commune de Saint-Martial.
La commune de Deviat est assez boisée, avec le bois de la Faye entourant le château de la Faye.

### Hydrographie

#### Réseau hydrographique

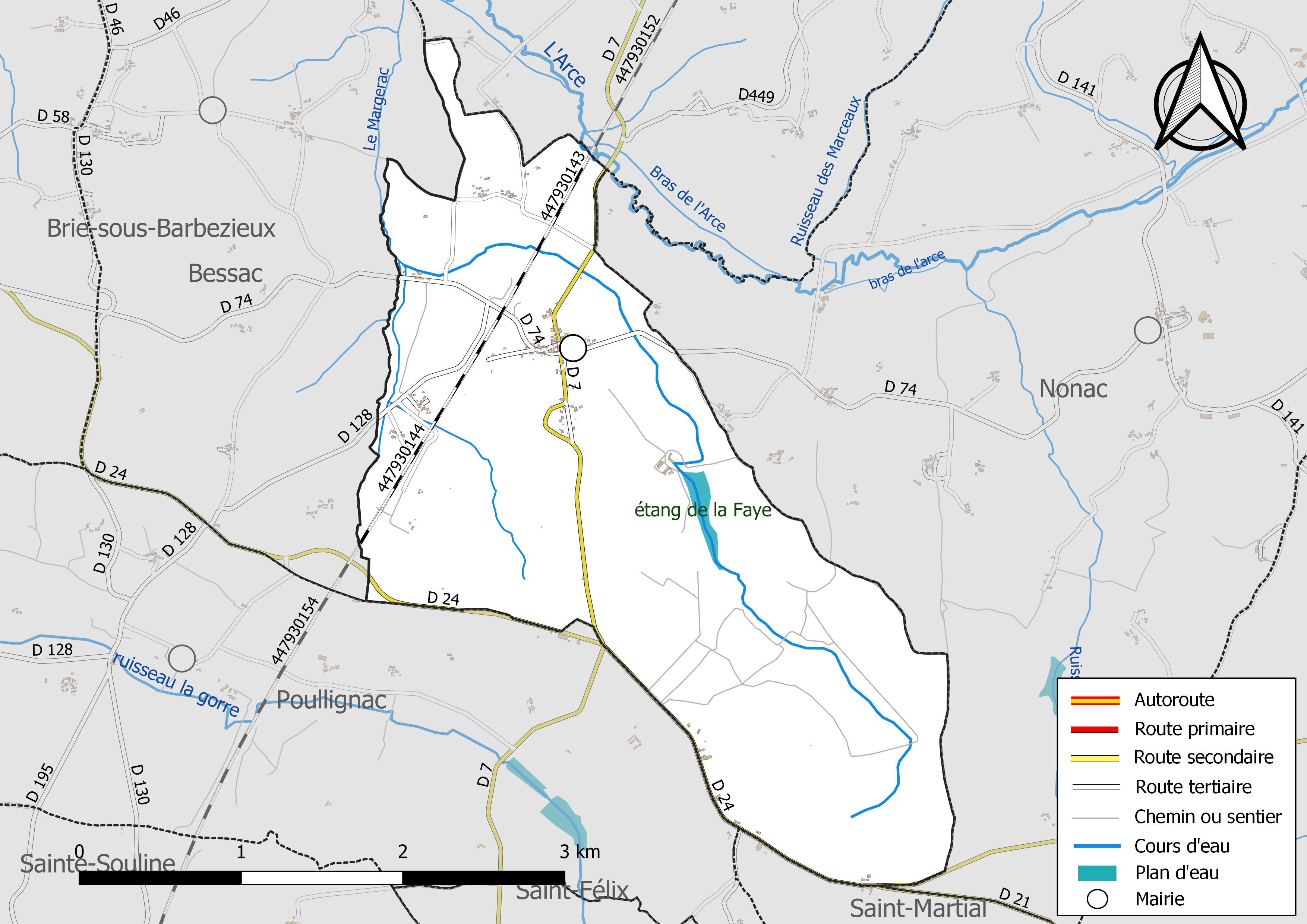
Réseaux hydrographique et routier de Deviat.

La commune est située dans le bassin versant de la Charente et  le bassin de la Dordogne au sein  du Bassin Adour-Garonne. Elle est drainée par l'Arce et le Margerac et par divers petits cours d'eau, qui constituent un réseau hydrographique de 9 km de longueur totale,.
L'Arce, aussi orthographiée Herse au début du XXe siècle, affluent du Né et sous-affluent de la Charente passe à l'extrémité nord-est de la commune. Le Margerac, affluent de l'Arce, arrose l'ouest de la commune. Le sud-est de la commune comprend de nombreux étangs disséminés dans le bois de la Faye, dont l'étang de Jallevert et l'étang de la Faye duquel s'écoule un ruisseau qui passe au nord-est du bourg et se jette dans le Margerac. Au sud-ouest, un autre affluent s'écoule de l'étang Jeannot.
La commune compte aussi quelques sources dont la Grande Fontaine (source captée).

#### Gestion des eaux
Le territoire communal est couvert par les schémas d'aménagement et de gestion des eaux (SAGE) « Charente » et « Isle - Dronne ». Le SAGE « Charente», dont le territoire correspond au bassin de la Charente, d'une superficie de 9 300 km2, a été approuvé le 19 novembre 2019. La structure porteuse de l'élaboration et de la mise en œuvre est l'établissement public territorial de bassin Charente. Le SAGE « Isle - Dronne», dont le territoire regroupe les bassins versants de l'Isle et de la Dronne, d'une superficie de 7 500 km2, a été approuvé le 2 août 2021. La structure porteuse de l'élaboration et de la mise en œuvre est l'établissement public territorial de bassin de la Dordogne (EPIDOR). Ils définissent chacun sur leur territoire les objectifs généraux d’utilisation, de mise en valeur et de protection quantitative et qualitative des ressources en eau superficielle et souterraine, en respect des objectifs de qualité définis dans le troisième SDAGE  du Bassin Adour-Garonne qui couvre la période 2022-2027, approuvé le 10 mars 2022.

### Climat
Comme dans les trois quarts sud et ouest du département, le climat est océanique aquitain.

## Urbanisme

### Typologie
Au 1er janvier 2024, Deviat est catégorisée commune rurale à habitat dispersé, selon la nouvelle grille communale de densité à 7 niveaux définie par l'Insee en 2022.
Elle est située hors unité urbaine et hors attraction des villes,.

### Occupation des sols
L'occupation des sols de la commune, telle qu'elle ressort de la base de données européenne d’occupation biophysique des sols Corine Land Cover (CLC), est marquée par l'importance des forêts et milieux semi-naturels (54,1 % en 2018), en augmentation par rapport à 1990 (41,7 %). La répartition détaillée en 2018 est la suivante : 
forêts (46,7 %), terres arables (36,8 %), milieux à végétation arbustive et/ou herbacée (7,4 %), cultures permanentes (3,2 %), zones urbanisées (3 %), prairies (1,7 %), zones agricoles hétérogènes (1,2 %). L'évolution de l’occupation des sols de la commune et de ses infrastructures peut être observée sur les différentes représentations cartographiques du territoire : la carte de Cassini (XVIIIe siècle), la carte d'état-major (1820-1866) et les cartes ou photos aériennes de l'IGN pour la période actuelle (1950 à aujourd'hui).

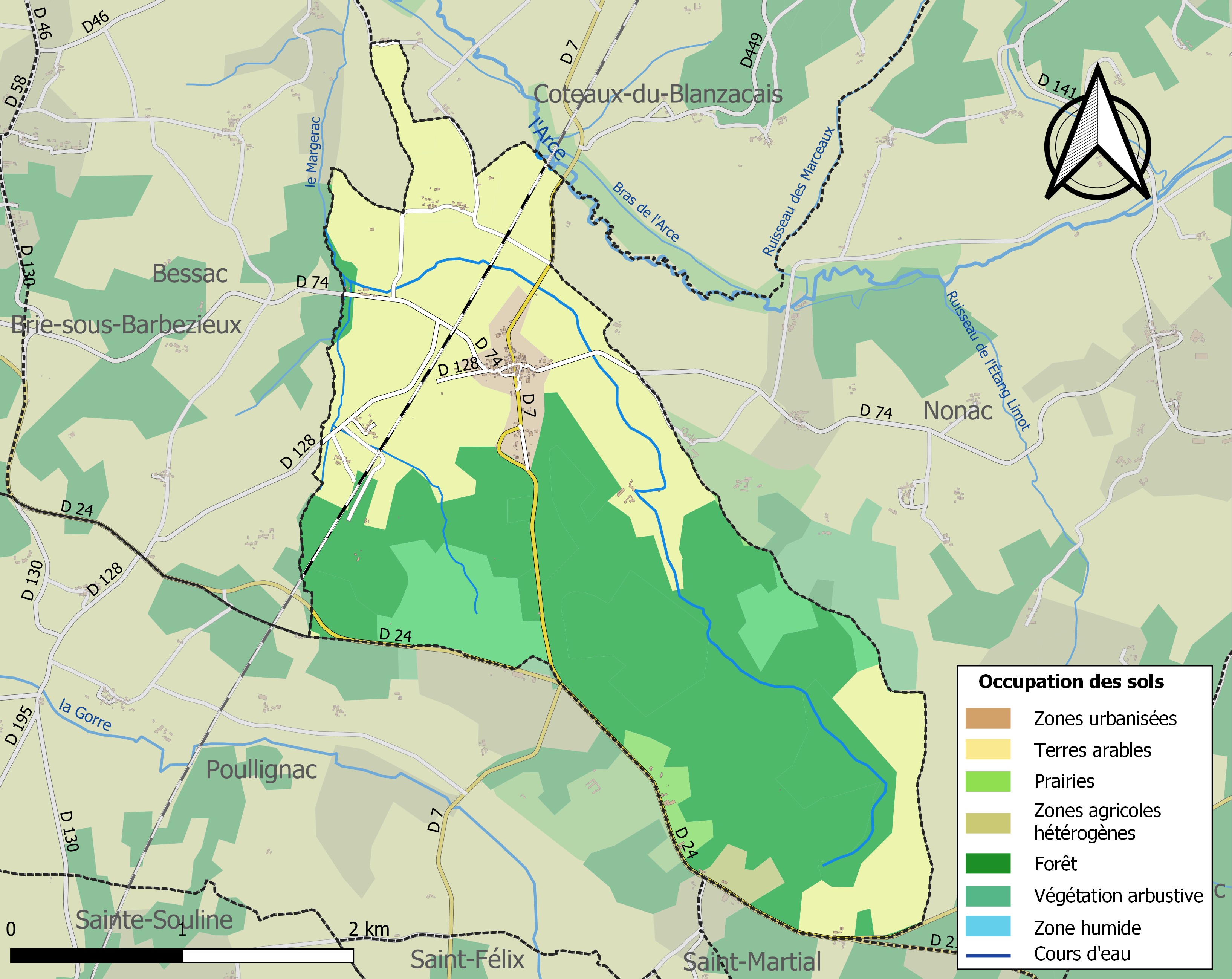
Carte des infrastructures et de l'occupation des sols de la commune en 2018 (CLC).

### Risques majeurs
Le territoire de la commune de Deviat est vulnérable à différents aléas naturels : météorologiques (tempête, orage, neige, grand froid, canicule ou sécheresse), feux de forêts et séisme (sismicité faible). Un site publié par le BRGM permet d'évaluer simplement et rapidement les risques d'un bien localisé soit par son adresse soit par le numéro de sa parcelle.
Deviat est exposée au risque de feu de forêt du fait de la présence sur son territoire du bois de l'Homme mort et château de la Faye. Un plan départemental de protection des forêts contre les incendies (PDPFCI) a été élaboré pour la période 2017-2026, faisant suite à un plan 2007-2016. Les mesures individuelles de prévention contre les incendies sont précisées par divers arrêtés préfectoraux et s’appliquent dans les zones exposées aux incendies de forêt et à moins de 200 mètres de celles-ci. L’arrêté du 3 mai 2016 réglemente l'emploi du feu en interdisant notamment d’apporter du feu, de fumer et de jeter des mégots de cigarette dans les espaces sensibles et sur les voies qui les traversent sous peine de sanctions. L'arrêté du 27 décembre 2019 rend le débroussaillement obligatoire, incombant au propriétaire ou ayant droit,,,.

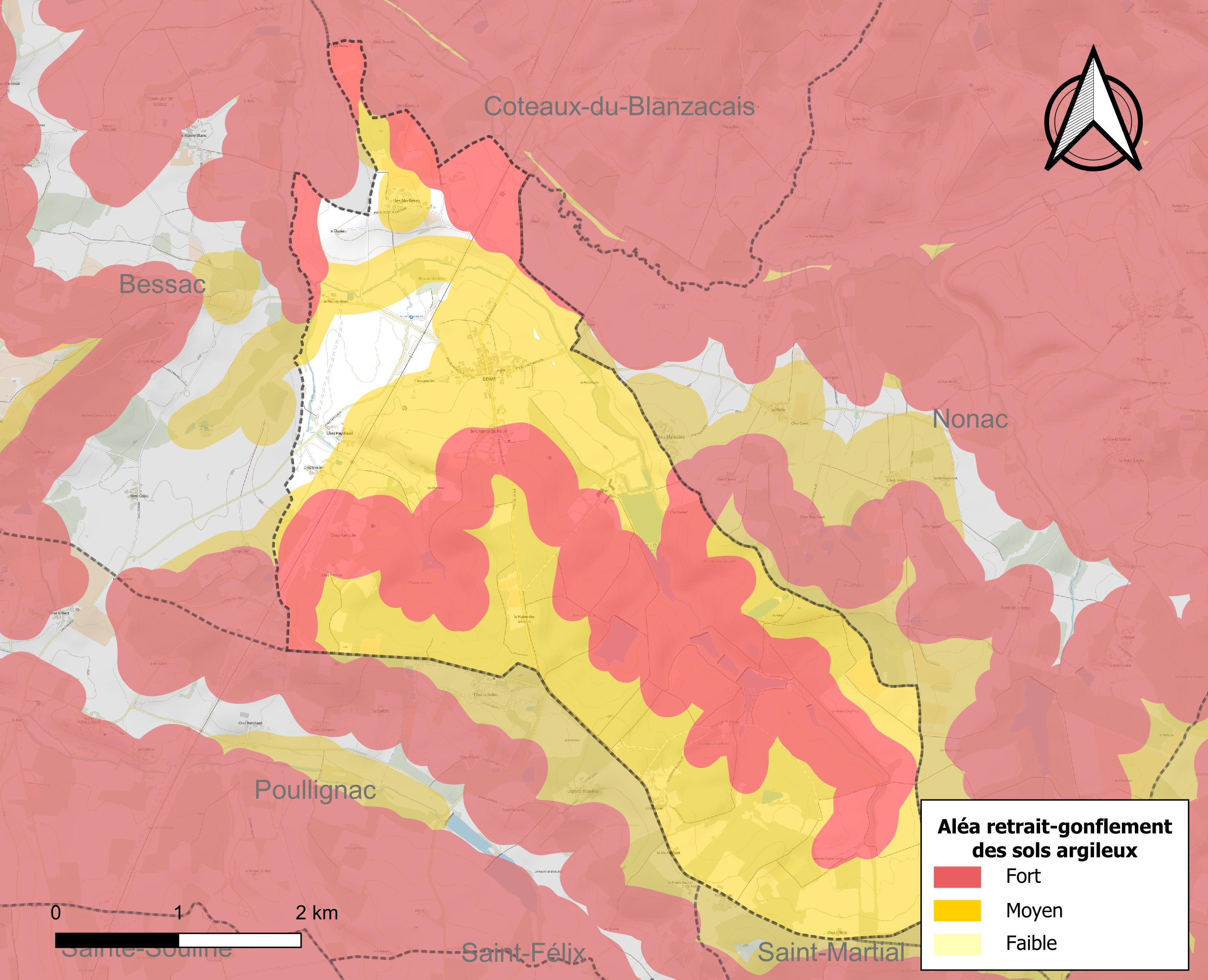
Carte des zones d'aléa retrait-gonflement des sols argileux de Deviat.

Le retrait-gonflement des sols argileux est susceptible d'engendrer des dommages importants aux bâtiments en cas d’alternance de périodes de sécheresse et de pluie. 92,7 % de la superficie communale est en aléa moyen ou fort (67,4 % au niveau départemental et 48,5 % au niveau national). Sur les 102 bâtiments dénombrés sur la commune en 2019, 95 sont en aléa moyen ou fort, soit 93 %, à comparer aux 81 % au niveau départemental et 54 % au niveau national. Une cartographie de l'exposition du territoire national au retrait gonflement des sols argileux est disponible sur le site du BRGM,.
Par ailleurs, afin de mieux appréhender le risque d’affaissement de terrain, l'inventaire national des cavités souterraines permet de localiser celles situées sur la commune.
La commune a été reconnue en état de catastrophe naturelle au titre des dommages causés par les inondations et coulées de boue survenues en 1982, 1983 et 1999. Concernant les mouvements de terrains, la commune a été reconnue en état de catastrophe naturelle au titre des dommages causés par des mouvements de terrain en 1999.

## Toponymie
Une forme ancienne est Deviaco (non datée). La commune s'appelait Deviac en 1793.
L'origine du nom de Deviat remonterait à un nom de personne gallo-roman Devius, dérivé de devo-, terme de nom propre gaulois, auquel est apposé le suffixe -acum, ce qui correspondrait au « domaine de Devius »,.

## Histoire
Les foires de Deviat ont été établies en 1598 par Jacques Goulard, baron de Touvérac et seigneur de la Faye, par lettres patentes du roi Henri IV. Au début elles se tenaient le 6 mai, 24 juin, 29 août et 27 décembre, puis se sont tenues jusqu'au XXe siècle le troisième vendredi de chaque mois.
Le château de la Faye était le siège d'une importante seigneurie qui appartenait à la famille de La Touche. Vers 1585, Jacques Goulard, seigneur de Touvérac, épousa Françoise de La Touche et devint ainsi seigneur de la Faye. Puis la seigneurie passa aux mains de la famille de Saint-Simon, qui la conserva jusqu'à la Révolution.
Villeneuve était autrefois une paroisse et le siège d'une seigneurie qui appartenait au XVIe siècle à Claude Jousset, écuyer.
La commune, créée en 1793, a été brièvement un chef-lieu de canton avant d'être rattachée à celui de Montmoreau en 1801.
Au début du XXe siècle, Deviat avait encore une laiterie située au Champ de Foire et dépendant de la laiterie Lescure, à Claix.
À cette même époque étaient organisées des rencontres de pêche à l'étang de la Faye, qui avaient lieu tous les cinq ans et attiraient de nombreux étrangers.

## Administration

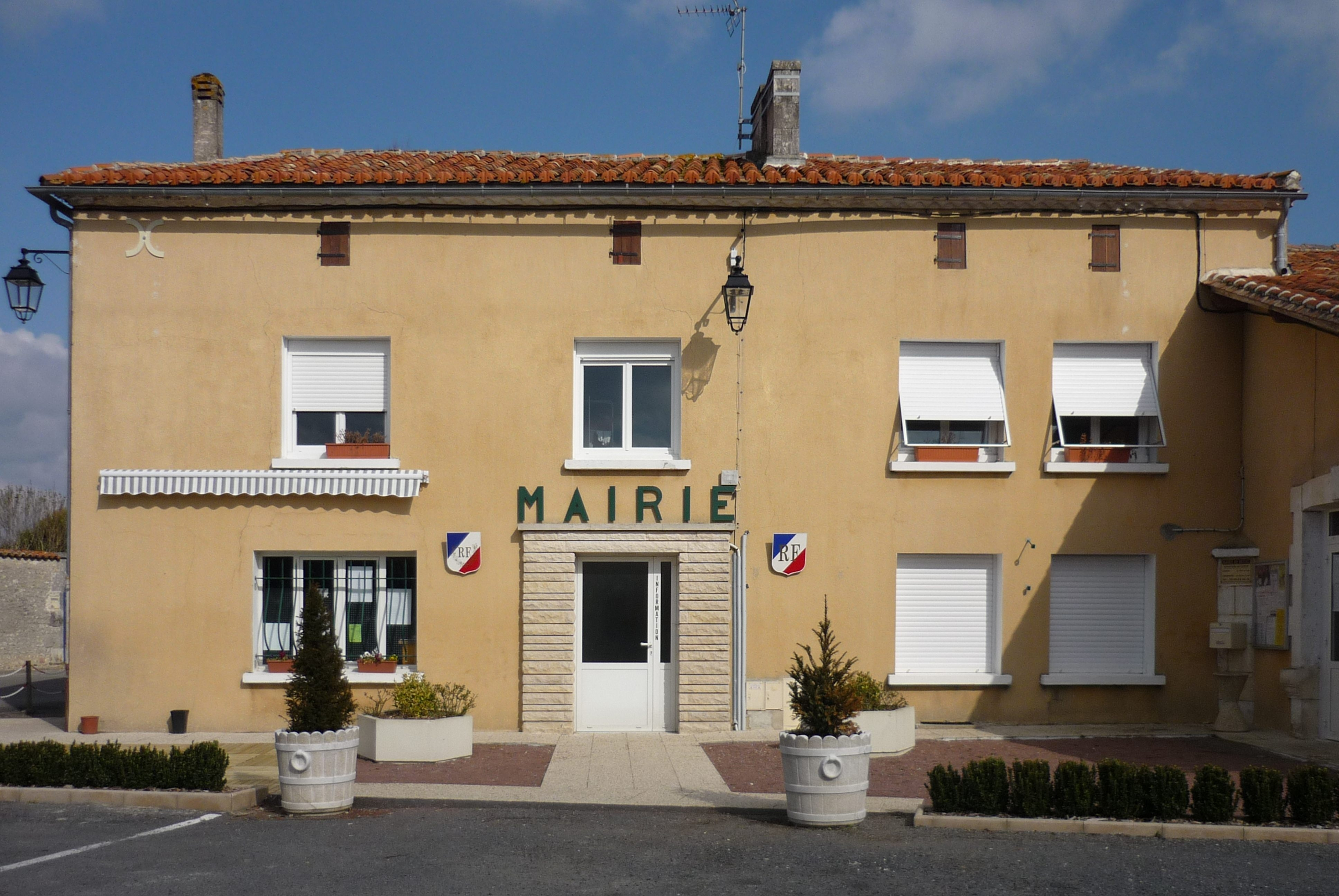

| Période                                  | Période  | Identité       | Étiquette | Qualité             |
| ---------------------------------------- | -------- | -------------- | --------- | ------------------- |
| maire en 1945                            | ?        | M. Seurin      | SFIO      |                     |
|                                          |          |                |           |                     |
| avant 1988                               | 1989     | René Servant   | PS        |                     |
| 1989                                     | 2008     | Étienne Thomas |           |                     |
| 2008                                     | En cours | Robert Borde   | SE        | Commerçant retraité |
| Les données manquantes sont à compléter. |          |                |           |                     |

## Démographie

### Évolution démographique
L'évolution du nombre d'habitants est connue à travers les recensements de la population effectués dans la commune depuis 1793. Pour les communes de moins de 10 000 habitants, une enquête de recensement portant sur toute la population est réalisée tous les cinq ans, les populations de référence des années intermédiaires étant quant à elles estimées par interpolation ou extrapolation. Pour la commune, le premier recensement exhaustif entrant dans le cadre du nouveau dispositif a été réalisé en 2008.

En 2022, la commune comptait 134 habitants, en évolution de −8,22 % par rapport à 2016 (Charente : −0,48 %, France hors Mayotte : +2,11 %).
| 1793 | 1800 | 1806 | 1821 | 1831 | 1841 | 1846 | 1851 | 1856 |
| ---- | ---- | ---- | ---- | ---- | ---- | ---- | ---- | ---- |
| 371  | 209  | 398  | 472  | 474  | 420  | 445  | 444  | 414  |

| 1861 | 1866 | 1872 | 1876 | 1881 | 1886 | 1891 | 1896 | 1901 |
| ---- | ---- | ---- | ---- | ---- | ---- | ---- | ---- | ---- |
| 410  | 408  | 355  | 356  | 372  | 350  | 334  | 309  | 309  |

| 1906 | 1911 | 1921 | 1926 | 1931 | 1936 | 1946 | 1954 | 1962 |
| ---- | ---- | ---- | ---- | ---- | ---- | ---- | ---- | ---- |
| 302  | 326  | 282  | 309  | 305  | 325  | 292  | 267  | 238  |

| 1968 | 1975 | 1982 | 1990 | 1999 | 2006 | 2008 | 2013 | 2018 |
| ---- | ---- | ---- | ---- | ---- | ---- | ---- | ---- | ---- |
| 257  | 230  | 180  | 156  | 158  | 164  | 166  | 149  | 140  |

| 2022 | - | - | - | - | - | - | - | - |
| ---- | - | - | - | - | - | - | - | - |
| 134  | - | - | - | - | - | - | - | - |

### Pyramide des âges
La population de la commune est relativement âgée.
En 2018, le taux de personnes d'un âge inférieur à 30 ans s'élève à 22,8 %, soit en dessous de la moyenne départementale (30,2 %). À l'inverse, le taux de personnes d'âge supérieur à 60 ans est de 40,7 % la même année, alors qu'il est de 32,3 % au niveau départemental.
En 2018, la commune comptait 75 hommes pour 65 femmes, soit un taux de 53,57 % d'hommes, largement supérieur au taux départemental (48,41 %).
Les pyramides des âges de la commune et du département s'établissent comme suit.
| Hommes | Classe d’âge | Femmes |
| ------ | ------------ | ------ |
| 0,0    | 90 ou +      | 1,5    |
| 12,0   | 75-89 ans    | 20,0   |
| 26,7   | 60-74 ans    | 21,5   |
| 24,0   | 45-59 ans    | 18,5   |
| 10,7   | 30-44 ans    | 20,0   |
| 13,3   | 15-29 ans    | 7,7    |
| 13,3   | 0-14 ans     | 10,8   |

| Hommes | Classe d’âge | Femmes |
| ------ | ------------ | ------ |
| 1      | 90 ou +      | 2,7    |
| 9,2    | 75-89 ans    | 12     |
| 20,6   | 60-74 ans    | 21,3   |
| 20,7   | 45-59 ans    | 20,3   |
| 16,8   | 30-44 ans    | 16     |
| 15,6   | 15-29 ans    | 13,4   |
| 16,1   | 0-14 ans     | 14,3   |

## Économie

### Agriculture
La viticulture occupe une partie de l'activité agricole. La commune est située dans les Fins Bois, dans la zone d'appellation d'origine contrôlée du cognac.

## Équipements, services et vie locale

### Enseignement
L'école était en 2012 un RPI entre Deviat et Nonac. Deviat accueillait l'école élémentaire et Nonac l'école primaire. Ces deux écoles ont respectivement fermé en juillet 2015 et en juillet 2016.
Le secteur des écoles comme celui du collège est Montmoreau-Saint-Cybard.

## Lieux et monuments
- Château de la Faye, du XVIe et XVIIIe siècles, au bord d'un étang, inscrit aux monuments historiques depuis 1992[39].

- L'église paroissiale Saint-Hilaire est de style néo-roman, du XVIIIe siècle, au clocher pointu couvert d'ardoise. Elle présente, quatre vitraux dédiés aux soldats de la paroisse tués pendant la Première Guerre mondiale. L'intérieur a été totalement rénové en 2014.

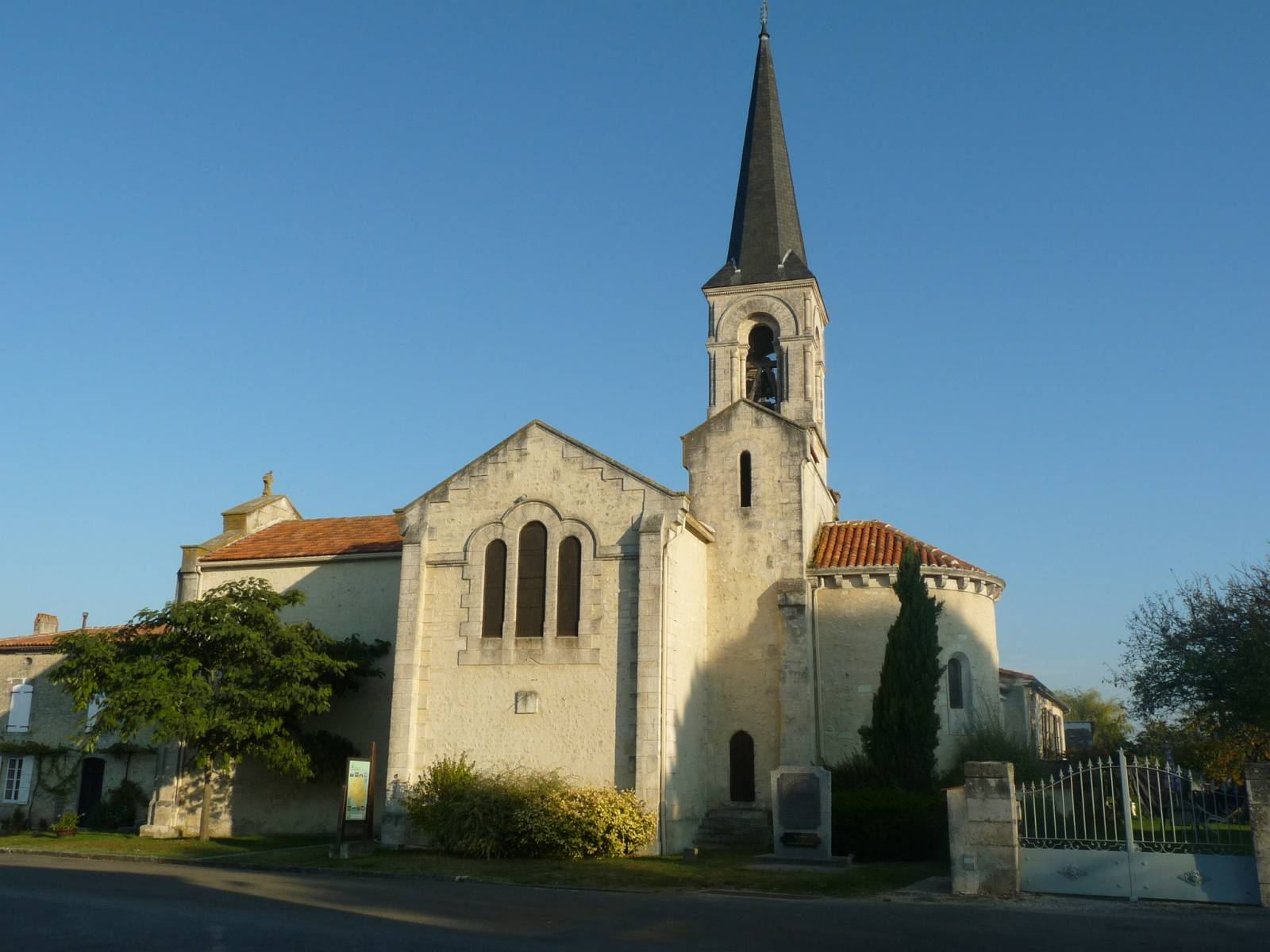
L'église Saint-Hilaire de Deviat.
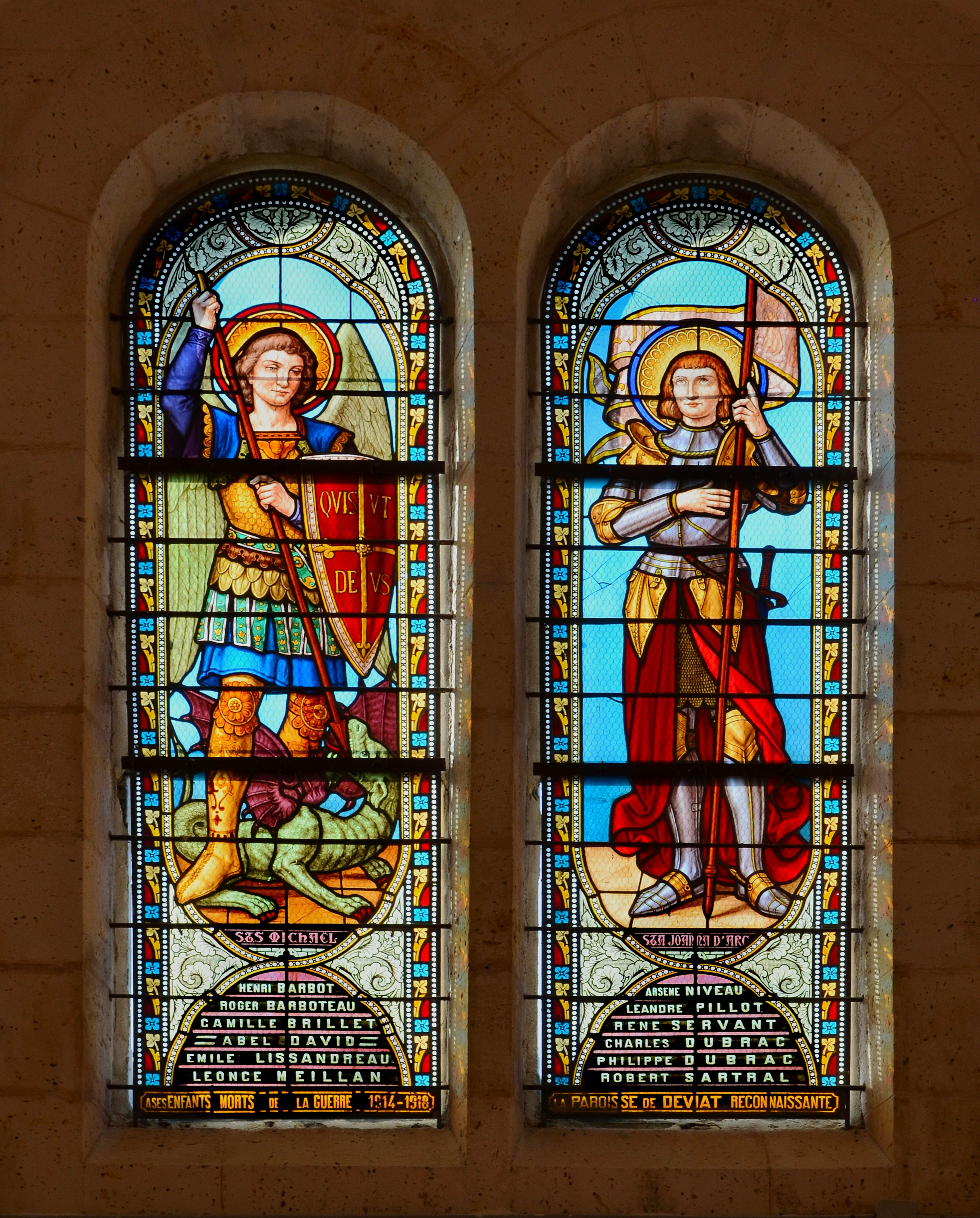
Les vitraux de façade de l'église Saint-Hilaire de Deviat.

## Personnalités liées à la commune
- Claude-Anne de Rouvroy de Saint-Simon (1743-1819), homme politique né à Deviat, député de la noblesse aux États généraux de 1789.
- Henri Malet, député et conseiller municipal indépendant de gauche de Deviat sous la Troisième République.